# إيمي ميتكالف
إيمي ميتكالف هي مغنية كندية، ولدت في 2 مارس 1992 في وينيبيغ في كندا.

## وصلات خارجية
- الموقع الرسمي